# István Nyers
István Nyers także znany jako Stefano Nyers (ur. 25 maja 1924 w Merlebach, Francja, zm. 9 marca 2005 w Suboticy, Serbia) – piłkarz węgierski, napastnik.
Występował w klubie Ujpest Budapeszt (1945 i 1946 mistrz Węgier), następnie krótko w czeskiej Viktorii Žižkov; od 1946 grał w klubach zachodniej Europy; początkowo we Francji (Stade Français Paryż), od 1948 we Włoszech. Był jedną z legend Interu Mediolan, w barwach tego klubu świętował dwukrotnie mistrzostwo Włoch (1953, 1954) oraz koronę króla ligowych strzelców (26 bramek w sezonie 1948/1949). Łącznie do 1954 strzelił w barwach Interu 133 bramki w 182 meczach. W 1954 przeniósł się do szwajcarskiego Servette FC, potem ponownie do klubu Serie A AS Roma. Grał też w FC Barcelona, Terrassa FC, CE Sabadell FC, Calcio Lecco 1912 i Marzotto Valdagno. Zakończył karierę zawodniczą w 1961 roku.
Pochodził z rodziny emigrantów węgierskich osiadłych we Francji. Wprawdzie karierę rozpoczynał po powrocie na Węgry, ale status repatrianta ograniczył mu występy w zespole narodowym. Zaliczył jedynie dwa spotkania w kadrze w latach 1945-1946, nie miał okazji stać się członkiem legendarnej "złotej jedenastki" węgierskiej.